# 中瀬村 (三重県)
中瀬村（なかせむら）は三重県阿山郡にあった村。現在の伊賀市上野市街に東接する区域で、服部川両岸、国道163号沿線にあたる。

## 地理
- 河川：服部川

## 歴史
- 1889年（明治22年）4月1日 - 町村制の施行により、西明寺村・荒木村・寺田村・高畑村・羽根村の区域をもって阿拝郡中瀬村が発足。
- 1896年（明治29年）4月1日 - 所属郡が阿山郡に変更。
- 1950年（昭和25年）12月16日 - 分割され、大字荒木字中之瀬の一部が上野市に、残部が山田村にそれぞれ編入。同日中瀬村廃止。